# Подалирий
Подалирий (др.-греч. Ποδαλείριος) — в древнегреческой мифологии — знаменитый врач, сын Асклепия и Эпионы, брат Гигиеи, Махаона и Панакеи.
Жених Елены. Вместе с Махаоном привел под Трою отряды из фессалийских городов Трикки, Ифомы и Эхалии на 30 кораблях (либо привел 9 кораблей, а его брат 20). Вместе с Махаоном Подалирий был врачом греческой армии под Троей. Имел дар врачевания внутренних болезней, определил безумие Эанта Теламонида, исцелил Филоктета.
Был одним из воинов, сидевших в троянском коне во время взятия города. По возвращении из-под стен Трои удалился в Карию и поселился в г. Сирне.
По другому изложению, возвратившись из-под Трои по суше через Колофон, Подалирий пришел в Дельфы и вопросил оракул, где должен поселиться. Оракул ответил, что там, где падающее небо не принесет ему вреда. Он поселился в месте Херсонеса Карийского, которое окружено горами со всех сторон. Либо он сбился с пути во время плавания и, пристав к карийскому городу Сирну, поселился там.
Храм Подалирия существовал в Давнии, там показывали его «ложную могилу» рядом с Калхантом.
В его честь Карл Линней назвал подалирием одну из широко распространенных бабочек-парусников (современное название Iphiclides podalirius (Linnaeus, 1758)).